# Tipula (Afrotipula) aethiopica
Tipula (Afrotipula) aethiopica is een tweevleugelige uit de familie langpootmuggen (Tipulidae). De soort komt voor in het Afrotropisch gebied.